# هنري كينغسلي
هنري كينغسلي (بالإنجليزية: Henry Kingsley)‏ (2 يناير 1830، بيتربرة في المملكة المتحدة - 24 مايو 1876، ساسكس في المملكة المتحدة)؛ صحفي، مؤلف، كاتب وروائي بريطاني.

## روابط خارجية
- هنري كينغسلي على موقع الموسوعة البريطانية (الإنجليزية)
- هنري كينغسلي على موقع ميوزك برينز (الإنجليزية)
- هنري كينغسلي على موقع ديسكوغز (الإنجليزية)